# Estádio da Paz de Bouaké
O Estádio da Paz de Bouaké (em francês: Stade de la Paix de Bouaké) é um estádio multiuso localizado na cidade de Bouaké, na Costa do Marfim. Inaugurado oficialmente em 5 de março de 1984, foi sede de jogos da fase de grupos e de uma semifinal do Campeonato Africano das Nações de 1984, realizado no país. É oficialmente a casa onde os clubes locais Bouaké FC, ASC Bouaké e Alliance Bouaké mandam seus jogos oficiais por competições nacionais e continentais.

## Histórico

### CHAN 2009
Em 2009, o estádio foi uma das sedes oficiais da primeira edição do Campeonato das Nações Africanas, novo torneio organizada pela Confederação Africana de Futebol (CAF) que passou a ser considerado a segunda competição entre seleções mais importante da África, logo atrás do Campeonato Africano das Nações, organizado pela CAF desde 1957, destacando-se deste último por exigir que as seleções participantes sejam formadas somente por jogadores que atuem em clubes de seus países de origem.

### CAN 2023
Atualmente, o estádio encontra-se em obras de remodelação para novamente sediar partidas da principal competição continental entre seleções da África que serão realizadas na Costa do Marfim em 2023. A construtora portuguesa Mota-Engil é a responsável pelo projeto arquitetônico e pelos trabalhos em andamento, iniciados em 2020 e que encontram-se 96% concluídos. Estima-se que após a remodelação completa do estádio, sua capacidade máxima salte dos atuais 35 000 para 40 000 espectadores.